# Caillou-qui-Bique
Le Caillou-qui-Bique est un rocher et un site à la frontière de Roisin et d'Angre dans la commune de Honnelles dans la province belge du Hainaut.

## Le rocher

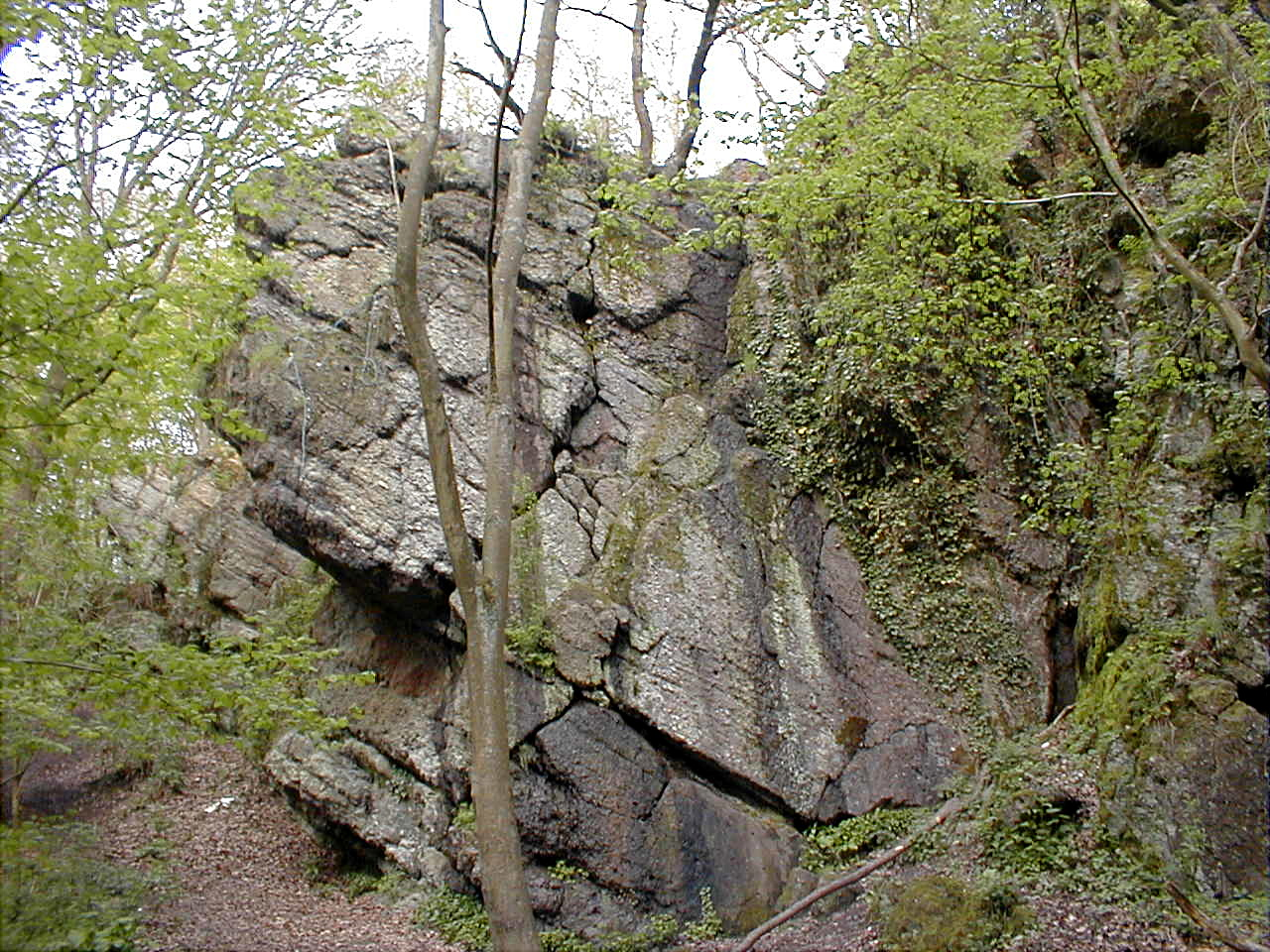
Le Caillou-qui-Bique.

Le rocher est situé dans le bois d'Angre, à proximité de la rivière Grande Honnelle. Le poudingue date de 370 millions d'années et mesure 25 mètres de haut. La zone, ainsi que la vallée environnante de la Grande Honnelle, ont été protégées en tant que paysage en 1960.

## Émile Verhaeren

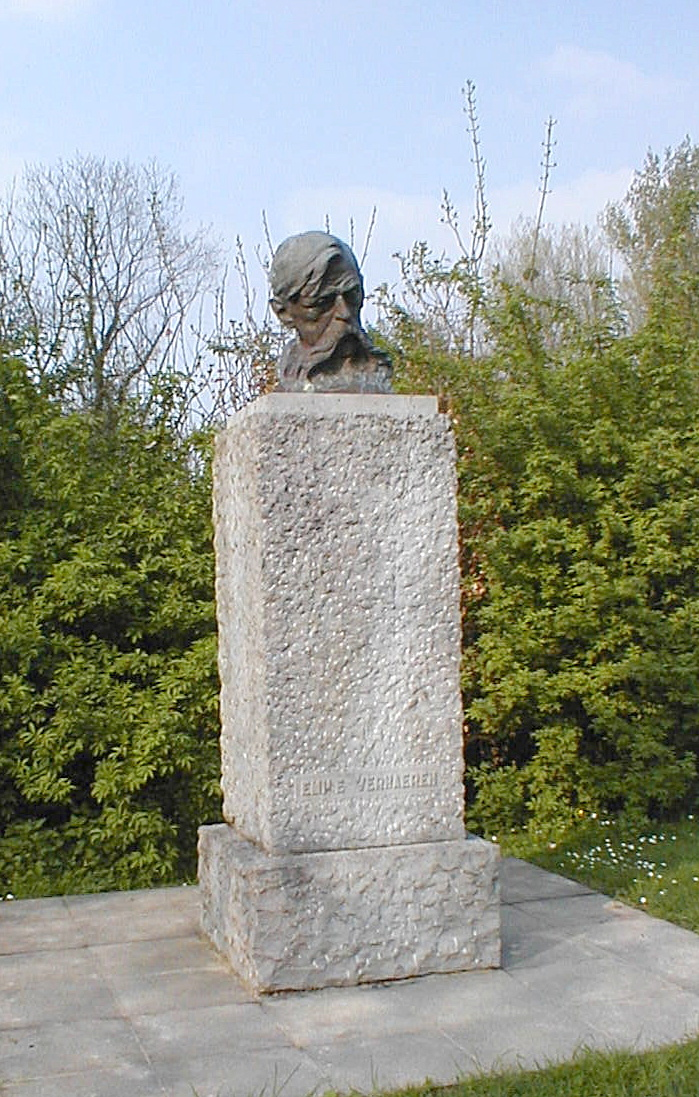
Buste d'Émile Verhaeren près du Caillou-qui-Bique

Le lieu est devenu célèbre grâce au poète belge Émile Verhaeren, qui s'était installé à Saint-Cloud, en France. Il découvre les environs d'Angreau, Roisin et Angre en 1899, lorsqu'il vient rendre visite à la veuve de Georges Rodenbach. Verhaeren reviendra ensuite chaque année au Caillou-qui-Bique avec sa femme Marthe Massin, y séjournant plusieurs mois chaque année jusqu'à la Première Guerre mondiale. Plusieurs amis artistes, auteurs et célébrités ont visité le Caillou-qui-Bique à cette époque, comme Constant Montald, Théo van Rysselberghe, William Degouve de Nuncques, Camille Lemonnier, Jules Destrée, Cyriel Buysse, Émile Claus et Stefan Zweig, qui a traduit son œuvre.
Une partie de la maison où Verhaeren séjournait chaque année a été transformée en musée dédié au poète.

## Citation
« Caillou-qui-bique, das ist keine Stadt, kein Dorf, kein Weiler, keine Bahnstation, und selbst die ungeduldigste Neugier konnte dort nicht hinfinden ohne seine freundlich helfende Hand. Die nächste Eisenbahnstation war Angreau und dieses Statiönchen der kleinen Bahn, das der Fahrplan verzeichnet, selbst wieder keine wirkliche, sondern nur ein umgestürzter Eisenbahnlastwagen mit einem eingeklebten Fahrplan, bei dem der Vizinalbahnzug auf dem Weg nach Roisin sich gar nicht aufhält, sondern, wenn nicht gerade ein Bäuerlein aussteigen will, nur den Postsack hinausschleudert. Unendlich weit ist dieser kleine Ort von der Welt durch die Vertracktheit des Fahrplanes und doch nur vier Stunden von Brüssel, London, Köln und Paris: ein Herzpunkt Europas im Unsichtbaren. »
—  Stefan Zweig,  Erinnerungen an Emile Verhaeren, 1917

« Caillou-qui-bique, ce n'est ni une ville, ni un village, ni un hameau, ni une gare, et même la curiosité la plus impatiente n'aurait pu le trouver sans sa main amie et secourable. La gare la plus proche était Angreau, et cette petite station de la ligne secondaire, telle qu'indiquée dans l'horaire, n'en était pas vraiment une non plus, mais seulement un wagon de fret renversé avec un horaire collé dessus, où le train vicinal, en route vers Roisin, ne s'arrêtait même pas — sauf si un petit paysan voulait descendre —, il ne faisait que jeter le sac postal au passage. Ce minuscule lieu est infiniment éloigné du monde par la perversité des horaires, et pourtant à seulement quatre heures de Bruxelles, Londres, Cologne et Paris : un cœur invisible de l'Europe. »
— Erinnerungen an Emile Verhaeren, 1917

## Chemin de fer
En 1882, la ligne de chemin de fer 98A (de Dour à la frontière française) est ouverte, avec la halte d'Angreau près du Caillou-qui-Bique. Le trafic voyageurs sur la ligne est à nouveau interrompu en 1960.

## Sport
Une pente proche de la vallée de la Grande Honnelle en direction de Roisin a été incluse dans l'encyclopédie COTACOL des pistes cyclables et nommée d'après ce lieu, la côte du Caillou qui Bique (nl).